# Тарлаково
Тарлако́во — деревня в Конаковском районе Тверской области. Входит в состав Ручьёвского сельского поселения.

## География
Находится в юго-восточной части Тверской области на расстоянии приблизительно 11 км на юго-восток по прямой от районного центра города Конаково.

## История
В 1859 году здесь (деревня Корчевского уезда Тверской губернии) было учтено 76 дворов, в 1900 — 80. В годы коллективизации здесь был создан колхоз «1 мая».

## Население
Численность населения: 545 человек (1859 год), 557 (1900), 61 (русские 98 %) в 2002 году, 56 в 2010.